# Pristupačnost objektima osoba sa invaliditetom
Pristupačnost objektima osoba sa invaliditetom koji je odavno identifikovana kao ono što je u današnje vreme poznato kao socijalni model invaliditeta. Ovu frazu je skovao Majk Oliver 1983. godine, i ona formuliše razliku između  medicinskog modela invaliditeta  – prema kome je potrebno korigovati ograničenje – i društevenog modela invaliditeta – prema kome društvo koje ograničava osobu treba korigovati.

## Koncept univerzalog dizajna
Kada je reč o pristupačnosti objekata  osobama sa invaliditetom, imajući u vidu osnovne principe na kojima počiva koncept univerzalnog dizajna, treba uvažiti principe Evropskog koncepta pristupačnosti iz 2003. godine : 
| Pristup              | Svakom treba da bude omogućeno da uđe u objekte ili javne površine bez tuđe pomoći, sa lakoćom i bez osećaja stida. |
| Upotreba             | Svakom treba da bude omogućeno da koristi objekte i javne prostore sa podjednakom lakoćom. Projektovanje, izgradnja, održavanje i upravljanje objekatima ne smeju da otežavaju korišćenje jednoj osobi u odnosu na drugu. |
| Zadovoljstvo         | Svako zaslužuje pravo da uživa u okruženju. |
| Bezbednost           | Svako ima pravo da živi, radi i da se odmara u bezbednom okruženju. Projektovanje, izgradnja, održavanje i upravljanje objektima moraju da obezbede bezbednost svakoj osobi.                                              |
| Obzirnost            | Svako zaslužuje da mu se posveti podjednaka pažnja od strane onih koji odobravaju, projektuju, grade, održavaju i upravljaju objektima i javnim prostorima.                                                               |
| Estetski kriterijumi | Rešenja kojima se ostvaruje pristupačnost treba da budu neupadljiva, lepa i u skladu sa ambijentalnom celinom. |

## Spoljašnje  veze
- Koliko je Srbija pristupačna za osobe sa invaliditetom?